# سرطان كماني مزخرف
سرطان كماني مزخرف (الاسم العلمي: Uca ornata) هو نوع من الحيوانات يتبع جنس السرطان الكماني من فصيلة السرطانات الشبحية.